# Eugène De Groote
Eugène Marie Joseph Ghislain De Groote (Diksmuide, 21 december 1861 - Houthulst, 9 september 1951) was een Belgisch volksvertegenwoordiger en burgemeester.

## Levensloop
De Groote promoveerde tot doctor in de rechten aan de Katholieke Universiteit Leuven (1885). Hij was een zoon van provincieraadslid Raimond De Groote (1827-1892) en van Melanie Autricque. Hij trouwde met Léonie van Woumen (Diksmuide) en in tweede huwelijk in 1925 met Lucie Schelstraete (Brussel).
Raimond De Groote was rentmeester van de eigendommen in Klerken en omgeving van de Antwerpse senator Jan-Pieter Cassiers en werd er, na de dood van het kinderloos echtpaar Cassiers, eigenaar van.
Als jongeman reisde Eugène veel en publiceerde hij heel wat reisindrukken.
Op gemeentelijk vlak was hij bijzonder actief: van 1893 tot 1919 en van 1926 tot 1928 was hij gemeenteraadslid van Klerken, waar hij van 1902 tot 1919 burgemeester was. Bij wet van 11 april 1923 werd het gehucht Houthulst afgescheiden van Klerken en werd het een afzonderlijke gemeente. De uitvoering hiervan vond plaats in 1928. Van 1928-1938 was De Groote gemeenteraadslid van Houthulst, waarvan hij van 1928 tot 1938 burgemeester was en werd opgevolgd door zijn zoon Hubert De Groote.
In 1900 werd hij verkozen tot katholiek volksvertegenwoordiger voor het arrondissement Veurne-Diksmuide-Oostende en vervulde dit mandaat tot in 1910.
Na de Eerste Wereldoorlog werd hij koninklijk commissaris voor de verwoeste gewesten en herbouwde ook zijn kasteel dat volledig verwoest was.

## Publicaties
- De la juridiction mixte en matière commerciale, Gent, 1887.
- Lochs et Fjords. Impressions, Gent, 1887.
- Tartares et Crimée, Gent, 1888.
- Islande, Gent, 1889.
- Au Caucase, Brussel, 1900
- Souvenirs d'escale, de Marseille à Tokio, Brussel, 1903.